# Les Sarcophages d'Açoka

Les Sarcophages d'Açoka est un album de bande dessinée hors-série de la série Blake et Mortimer publié en 2008. Il s'agit en fait d'une compilation qui réunit les deux tomes des Sarcophages du 6e continent et Le Sanctuaire du Gondwana.